# Bidens aurea
La aceitilla (Bidens aurea) es una especie de planta perteneciente a la familia Asteraceae.

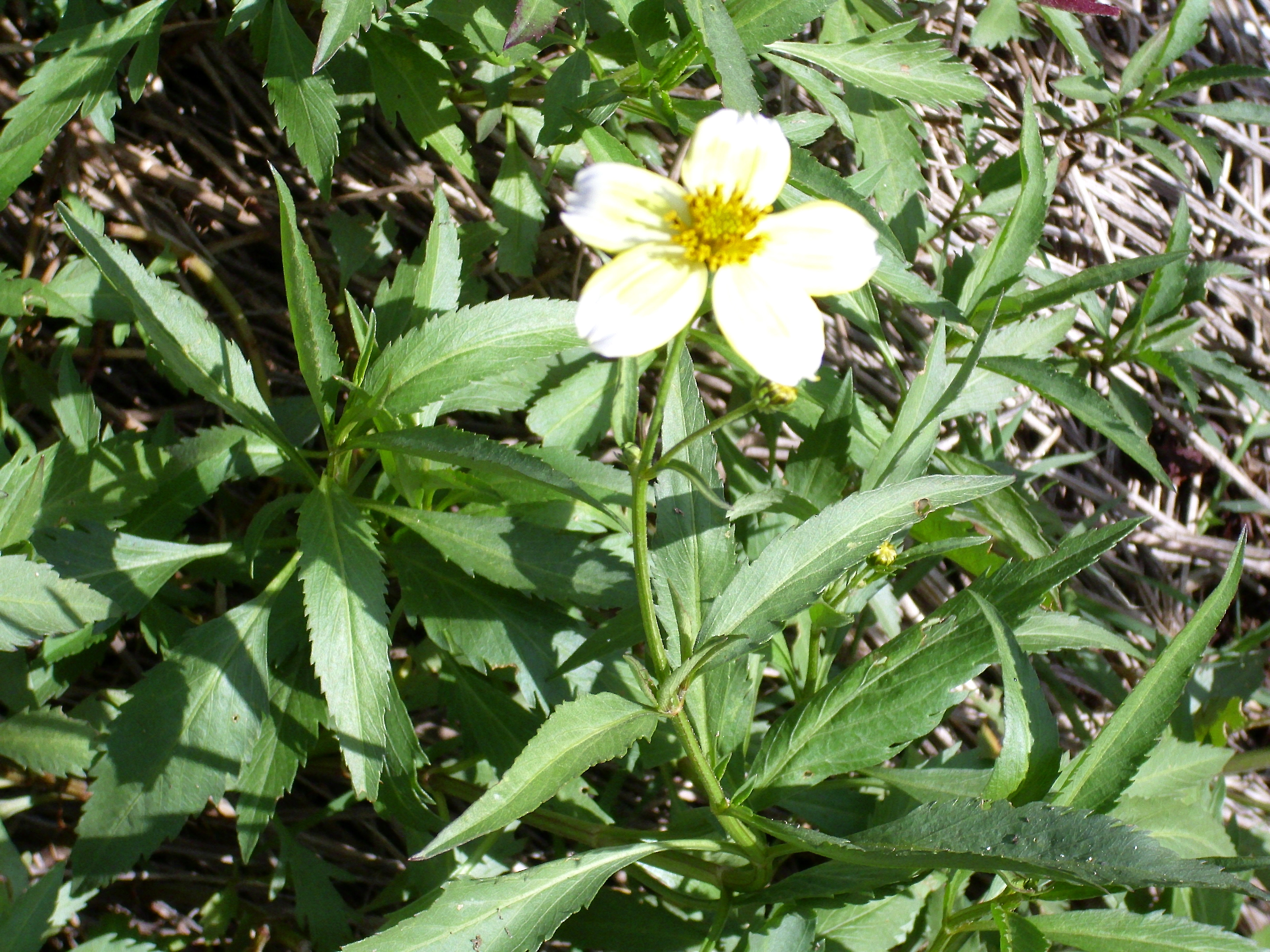
Detalle de hojas y flor.

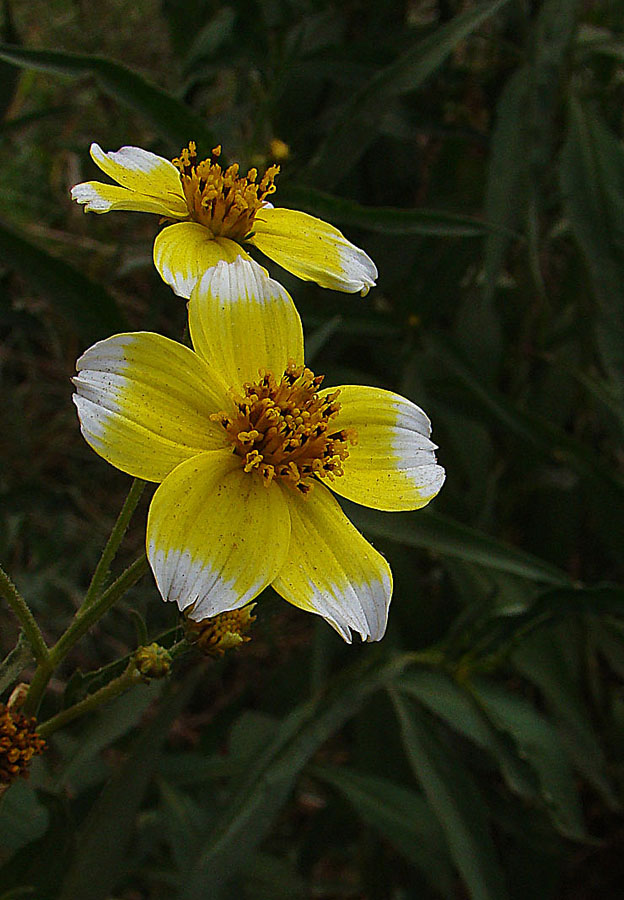
Vista de las flores

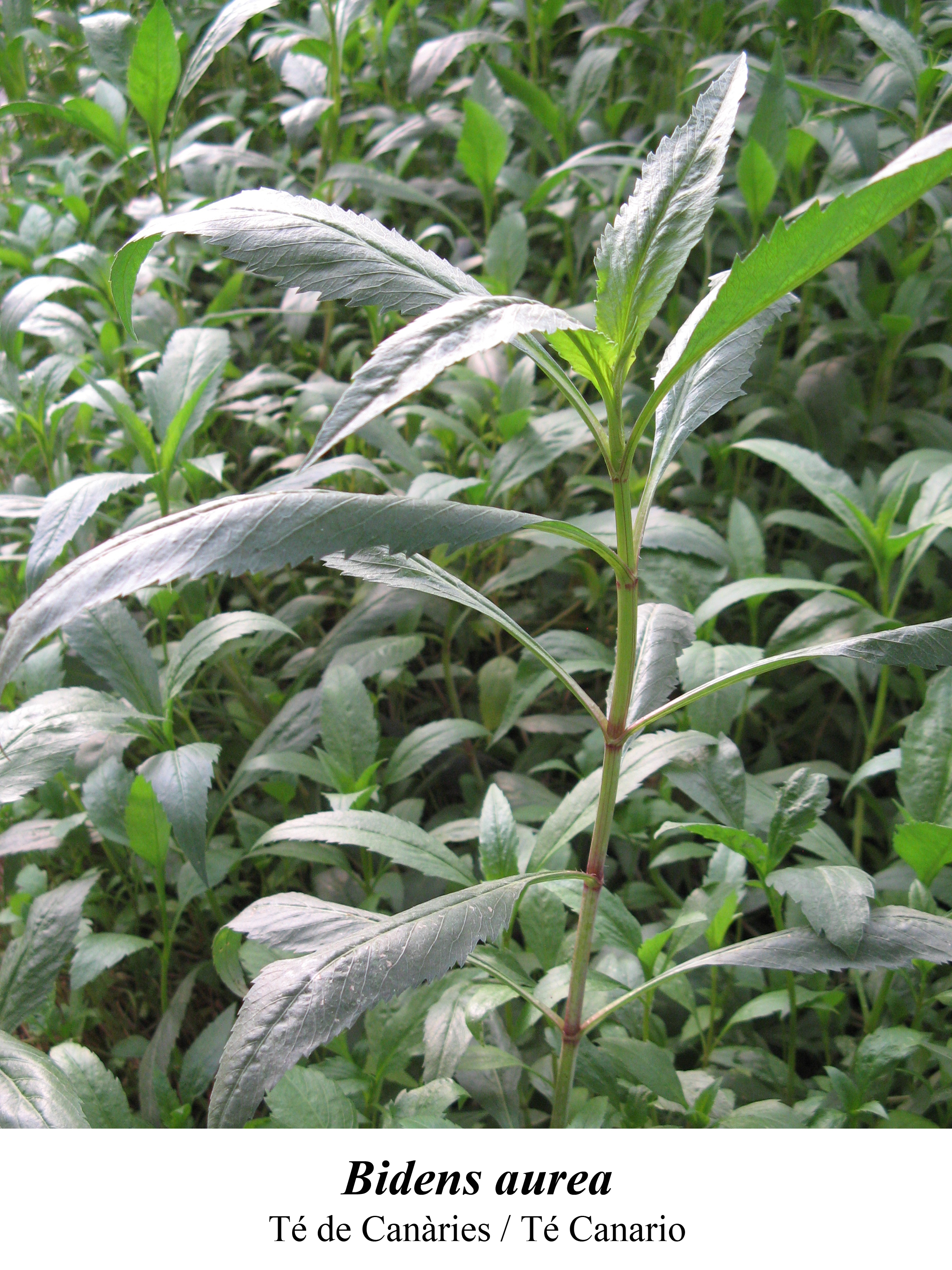
Hojas

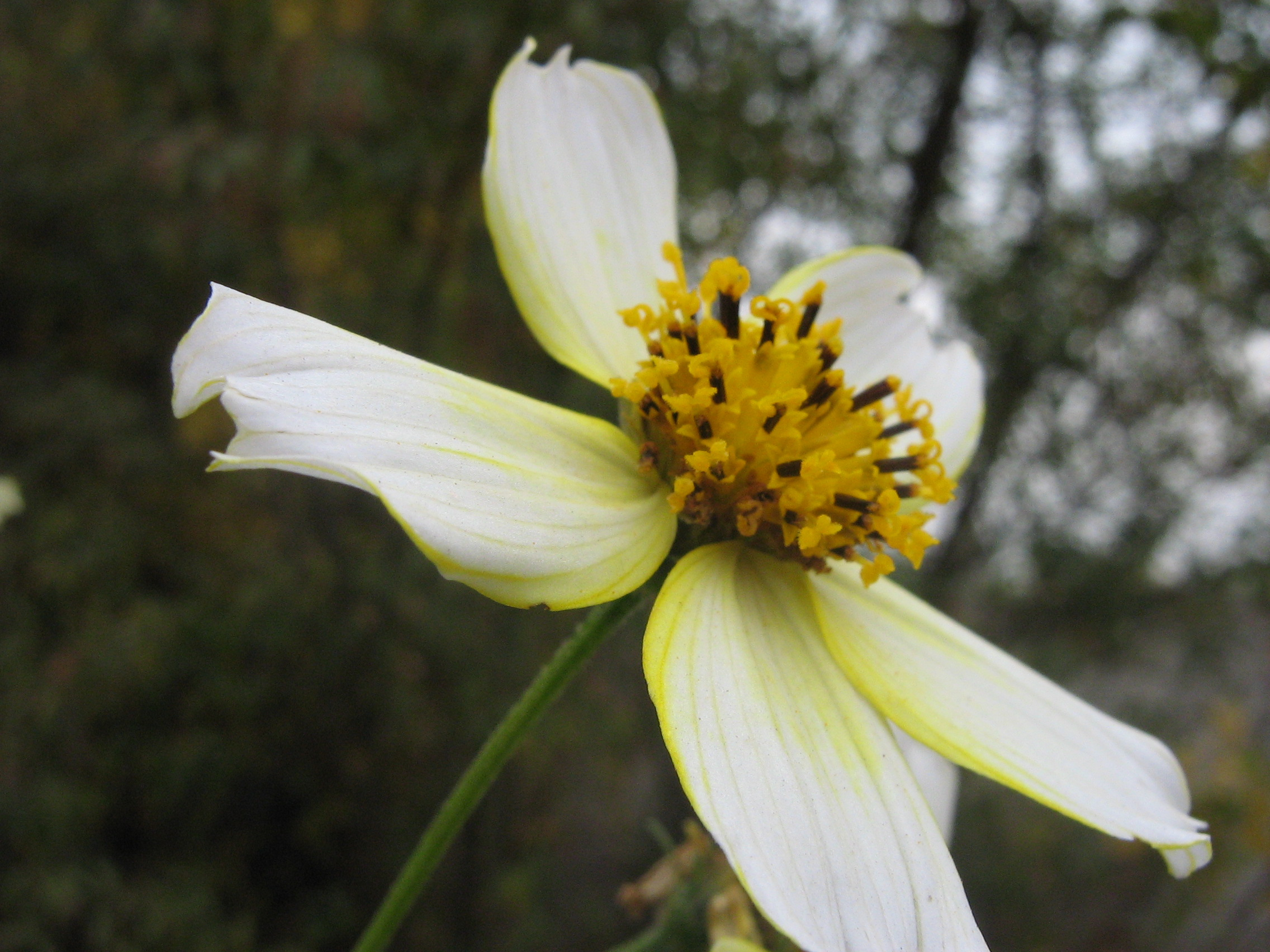
Detalle de la flor

## Descripción
Es una hierba perenne, rizomatosa, que alcanza un tamaño de 50 cm a 1 m de altura, con los tallos verdosos o café rojizos. Posee hojas opuestas, de borde aserrado. Las flores, solitarias (capítulos), de 20 a 35 mm de diámetro, con flores liguladas blancas, con la región interna de tonalidad amarillenta. Sus frutos son aquenios, angulosos, con 2 a 4 ganchitos retorcidos en el extremo.

## Distribución y hábitat
Especie originaria de América Central, presente en climas templados y cálidos. Planta silvestre, formando matas densas en jardines. Ha sido descrita como maleza en viñedos en Chile y Argentina.

## Propiedades
Esta planta tiene utilidad medicinal en Michoacán y Sonora para las enfermedades del pecho, en general se emplean las ramas y hojas, pero si hay dolor, se toma la infusión de toda la planta. En padecimientos gastrointestinales, como inflamación del estómago, se ingiere la infusión de las hojas, o se bebe la infusión de la rama como agua de uso para que actúe como purgante. Se reporta útil en los tratamientos del mal de orín, hidropesía, diabetes, dolor intestinal y en casos de mala digestión.
Química
En la raíz de B. aurea se han identificado el alquenino trideca-1-trans-11-diene-3-5-9-tetrayne y 3 derivados de este compuesto y el liganano 1 -(2-acetoxi-2-metil-propionil-oxi)-isobutirato de eugenol. En la parte aérea se indica la presencia de alquinos, un derivado del tetradecadieno, y seis derivados del tridecadieno.

## Taxonomía
Bidens aurea fue descrita por (Aiton) Sherff y publicado en Botanical Gazette 59(4): 313. 1915.
Citología
Número de cromosomas de Bidens aureus (Fam. Compositae) y táxones infraespecíficos: 2n=6X=72
Etimología
Ver: Bidens
aurea: epíteto latino que significa "dorado".
Sinónimos
- Bidens arguta Kunth
- Bidens arguta var. luxurians (Willd.) DC.
- Bidens aurea var. wrightii (A.Gray) Sherff
- Bidens decolorata Kunth
- Bidens heterophylla Ortega
- Bidens longifolia DC.
- Bidens luxurians Willd.
- Bidens tetragona (Cerv.) DC.
- Bidens warszewicziana Regel
- Bidens warszewicziana var. bipinnata Regel
- Coreopsis aurea Dryand. ex Aiton	basónimo
- Coreopsis aurea var. incisa Torr. & A.Gray
- Coreopsis aurea var. leptophylla (Nutt.) Torr. & A.Gray
- Coreopsis aurea var. subintegra Torr. & A.Gray
- Coreopsis coronata Walter
- Coreopsis ferulifolia Jacq.
- Coreopsis lucida Cav.
- Coreopsis luxurians (Willd.) P. Pell.
- Coreopsis nitida Cav.
- Coreopsis nitida Hort.
- Coreopsis tetragona Cerv. ex La Llave & Lex.
- Coreopsis tetragona Cerv.
- Coreopsis trichosperma var. aurea (Dryand. ex Aiton) Nutt.
- Diodonta aurea (Dryand. ex Aiton) Nutt.
- Diodonta leptophylla Nutt.[6]

## Nombres comunes
- Aceitilla, achochote, perilla, té de perla, té de milpa,[1] té americano, té bravo, té bravío, té castellano, té de campo, té de huerta, té de huerto, té de la reina, té fino, té moro, té moruno, té común, té sembrado, té silvestre.[7]